# Hőmérsékleti sugárzás

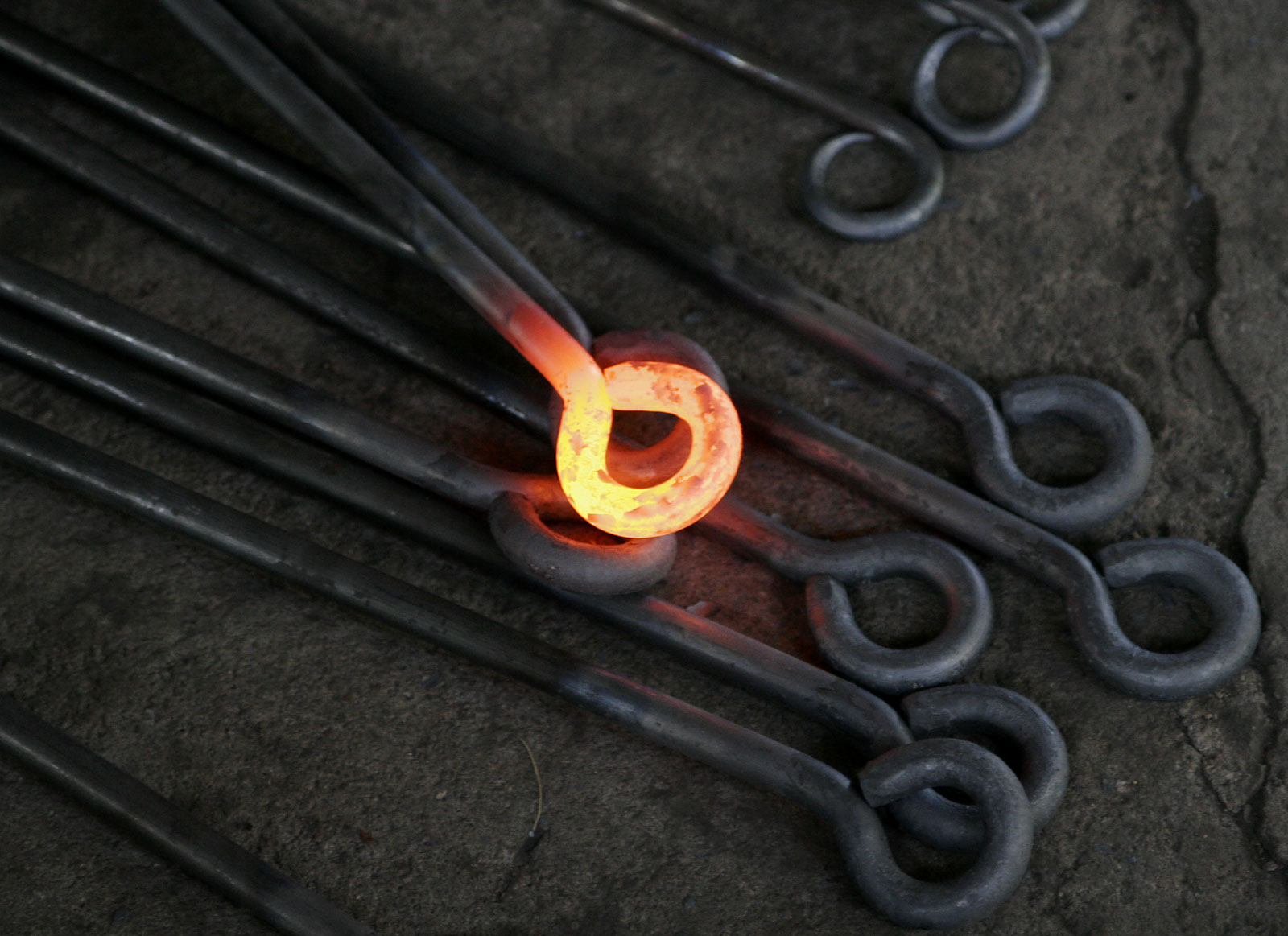
Forró fém hősugárzása (futtatási színek)

Hőmérsékleti sugárzásnak nevezzük az anyag töltött részecskéinek hőmozgása által kibocsátott elektromágneses sugárzást. A testek minden T > 0 K hőmérsékleten elektromágneses hullámokat bocsátanak ki, a környezet hőmérsékletétől függetlenül. A sugárzás kibocsátásakor (emisszió) lényegében a test belső energiája átalakul elektromágneses energiává, a sugárzás elnyelésekor (abszorpció) pedig az elektromágneses energia alakul belső energiává.
A hőmérsékleti sugárzás emissziójával és abszorpciójával valósul meg a hőátadás egy lehetséges formája, a hősugárzás. Bruttó hőátadás akkor történik, amikor egy melegebb test által kibocsátott elektromágneses sugárzást egy hidegebb test elnyel.
A sugárzásra vonatkozó törvényekbe beleértendő a látható sugárzás (fénysugárzás) is.

A hőmérsékleti sugárzás frekvenciafüggése különböző hullámhosszokon. Az ábrán jól látható, hogy a hullámhossz csúcsának helye a Wien-féle eltolódási törvény szerint változik, és a teljes kisugárzott energia jelentősen változik a hőmérséklet növekedésével (Stefan–Boltzmann-törvény). A látható fény 380 és 750 nm között található

## A hőmérsékleti sugárzás néhány kvalitatív tulajdonsága
- Az energiakibocsátás széles hullámhossztartományban történik (0< λ< {\displaystyle \infty })
- A sugárzás intenzitása és spektrális (hullámhossz vagy frekvencia szerinti) energiaeloszlása egy adott testnél csak a hőmérséklettől függ
- A kibocsátás (emisszió) és az elnyelés (abszorpció) folyamata egymástól független. A testek akkor is sugároznak, ha a környezet miatt nem nyelnek el energiát.

Termodinamikai egyensúly esetén az emittált és az abszorbeált energia megegyezik, ellenkező esetben a sugárzó test melegszik vagy hűl a környezetéhez képest. A két folyamat függetlensége azt jelenti, hogy a sugárzó test nem azt az energiát bocsátja ki, amit elnyelt.

## A hőmérsékleti sugárzás klasszikus törvényei

### Kirchhoff sugárzási törvénye
Gustav Robert Kirchhoff német fizikus elméleti úton levezetett sugárzási törvénye szerint (1859) bármely testnél egy adott hullámhosszon és hőmérsékleten a spektrális emisszióképesség és az abszorpcióképesség hányadosa állandó:{\displaystyle {\frac {E(T,\nu )}{A(T,\nu )}}=K(T,\nu )}Mivel bármely test spektrális emisszióképessége felírható abszorpcióképességének és az abszolút fekete test spektrális emisszióképességének a szorzataként, ezért megállapítható, hogy egy adott hullámhosszon és hőmérsékleten a fekete test emisszióképessége a legnagyobb. Ebből az is következik, hogy az összemisszió-képessége is az abszolút fekete testnek a legnagyobb, vagyis egy adott hőmérsékleten a fekete test sugároz a legjobban. Megjegyzendő, hogy ebben az esetben is olyan alapvető elemi folyamatról van szó, amely nélkülözi a közeg anyagi minőségétől való függést, minden test esetében azonos. Ebből következően minden olyan test, amelynek abszorpcióképessége 1, az abszolút fekete test. Az ilyen test minden ráeső sugárzást teljesen elnyel.
Ha egy test adott hullámhosszon és hőmérsékleten sugároz, akkor ezen a hullámhosszon és hőmérsékleten abszorbeál is. Fordítva ez nem teljesül; ha egy test adott hullámhosszon és hőmérsékleten sugarakat nyel el, akkor még nem biztos, hogy azon a hőmérsékleten ki is bocsátja azokat.

### Stefan–Boltzmann-törvény
A Stefan–Boltzmann-törvény (Josef Stefan, osztrák fizikus (1835–1893), Ludwig Boltzmann (1844–1906) osztrák fizikus és filozófus) szerint az abszolút fekete test sugársűrűsége egyenesen arányos a termodinamikai (abszolút) hőmérséklet negyedik hatványával:
{\displaystyle u(T)=\int \limits _{0}^{\infty }u(T,\nu )d\nu =\sigma T^{4}},
ahol {\displaystyle \sigma } a Stefan–Boltzmann-állandó.

### Wien-féle eltolódási törvény (Wien I. törvénye)
Wilhelm Wien (német fizikus, 1864 – 1928, Nobel–díj: 1911) az abszolút fekete test T hőmérsékletéhez tartozó spektrális emisszióképesség görbéjének maximumhelyére vonatkozóan állapított meg törvényt (1893). A törvény szerint az abszolút fekete test emisszióképességének hullámhossz szerinti maximumhelye (λmax) fordítva arányos a termodinamikai hőmérséklettel:
{\displaystyle \lambda _{\max }={\frac {b}{T}}}
ahol
T a fekete test abszolút hőmérséklete,
b a Wien–féle eltolódási állandó
Az eltolódási törvény kvalitatív igazolása a felhevített testek (pl. vasdarab) színének változása. Alacsony hőmérsékleten a test vörösen izzik. Tovább hevítve világos vörös, sárgás-fehéres, végül kellően nagy hőmérsékleten kékes lesz. A jelenség azzal magyarázható, hogy a spektrális emisszióképesség maximuma a növekvő hőmérséklettel a csökkenő hullámhossz felé, vagyis a vörös tartományból az ibolya felé tolódik. A csillagok színe és ebből adódó típusnevük (vörös óriás, fehér törpe stb.) is az eltolódási törvénnyel magyarázható.

### Wien II. sugárzási törvénye
Kevésbé ismert Wien második törvénye, amely a sugársűrűség hőmérsékletfüggését adja meg. Eszerint a maximális intenzitás értéke a hőmérséklet ötödik hatványával arányos, vagyis:
{\displaystyle I_{max}=K\ T^{5}}

### Rayleigh–Jeans-törvény
John Rayleigh, (John William Strutt III. Lord Rayleigh, angol fizikus (1842–1919); Nobel-díj: 1904) és James Jeans (angol fizikus és csillagász (1877–1946) 1900-ban a spektrális emisszióképességet a klasszikus fizika alapján kísérelte meg elméleti úton levezetni.
{\displaystyle B_{\nu }(T)={\frac {2\nu ^{2}kT}{c^{2}}}.}
A Rayleigh–Jeans-függvény nagy hullámhosszokon (vagyis kis frekvenciákon) megfelel a megfigyeléseknek, de rövidhullámokon a végtelenhez tart; ez az úgynevezett ultraibolya katasztrófa.
A problémát a klasszikus fizika alapján nem lehetett megoldani.

## Planck hipotézise és sugárzási törvénye
A hőmérsékleti sugárzás problémáját Max Planck (német fizikus (1858–1947), Nobel-díj: 1918) oldotta meg. Planck abból a feltevésből indult ki, hogy az oszcillátorokra növekvő frekvencia esetén nem juthat kT átlagos energia, hanem annál kisebb. Plancknak a hőmérsékleti sugárzás problémáját úgy sikerült megoldania, hogy a klasszikus fizikától merőben eltérő új hipotézissel élt: az oszcillátorok energiája nem folytonos, hanem
{\displaystyle E=h\cdot \nu }
energia-kvantumokból tevődik össze (a h együtthatót Planck-állandónak nevezik). Ezt nevezik Planck-hipotézisnek, melyet Planck először 1900. december 14-én jelentett be a porosz akadémia ülésén. Ekkor merült fel először a sugárzás korpuszkuláris jellege, innen számítjuk a kvantumfizika kezdetét.
A Planck sugárzási törvény több formája használatos.
A frekvencia függvényében {\displaystyle \nu },
{\displaystyle I(\nu ,T)={\frac {2h\nu ^{3}}{c^{2}}}{\frac {1}{e^{\frac {h\nu }{kT}}-1}}.}
Planck törvénye felírható a spektrális energia sűrűségfüggvényeként is.
{\displaystyle u(\nu ,T)={4\pi  \over c}I(\nu ,T)={\frac {8\pi h\nu ^{3}}{c^{3}}}~{\frac {1}{e^{\frac {h\nu }{kT}}-1}},}
A hullámhossz függvényében:
{\displaystyle I'(\lambda ,T)={\frac {2hc^{2}}{\lambda ^{5}}}{\frac {1}{e^{\frac {hc}{\lambda kT}}-1}}.}
Planck törvényéből könnyen levezethető a Wien-féle eltolódási törvény és a klasszikus Stefan–Boltzmann-törvény. Kis frekvenciáknál a Rayleigh–Jeans-formula adódik, magas frekvenciáknál és alacsony hőmérsékleten a Wien-féle sugárzási törvény.
A Planck-féle sugárzási formula ily módon az összes sugárzáselméleti összefüggést tartalmazza és így a sugárzáselmélet központi törvényévé vált. Igazi jelentőségét mégsem ez adja, hanem a kimunkálásakor felvetett hipotézis újszerűsége, mely a kvantumfizika kezdetét jelentette.